# Васильево (Мельниковское сельское поселение)
Васильево (до 1948 года Тиури, фин. Tiuri) — посёлок в Мельниковском сельском поселении Приозерского района Ленинградской области.

## Название
10 июля 1947 года исполком Тиурийского сельсовета принял решение о присвоении деревне Тиури наименования Зелёная Нива. 11 января 1948 года исполком решение изменил, предложив переименовать Тиури в Новосёлки. Спустя месяц деревне присвоили наименование Сосновка (по одноимённому названию сельсовета). Летом 1948 года комиссия по переименованию изменила название населённого пункта на Васильево, обосновав причину выбора формулировкой: «в память о погибшем воине» Герое Советского Союза Александре Макаровиче Васильеве (1915—1941), командире отделения разведчиков 81-го Краснознамённого стрелкового полка 54-й стрелковой дивизии, погибшем в бою 26 августа 1941 года. Окончательно название Васильево было закреплено указом Президиума ВС РСФСР от 1 октября 1948 года.

## История
Впервые упоминается в писцовой книге Водской пятины 1568 года, как деревня Тивра на реке на Тиверской, где река Тиверская, это часть реки Вуоксы у Тиверского городка.

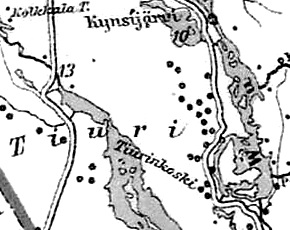
Деревня Тиури на финской карте 1923 года

До 1939 года деревня Тиури входила в состав волости Ряйсяля Выборгской губернии Финляндской республики. 
С 1 декабря 1940 года — в составе Карело-Финской ССР.
С 1 августа 1941 года по 31 июля 1944 года финская оккупация.
С 1 ноября 1944 года, деревня Тиури в составе Тиурийского сельсовета Кексгольмского района Ленинградской области.
С 1 октября 1948 года она учитывается, как посёлок Васильево в составе Васильевского сельсовета Приозерского района.
С 1 июня 1954 года, в составе Мельниковского сельсовета.
С 1 февраля 1963 года — в составе Выборгского района.
С 1 января 1965 года — вновь в составе Приозерского района. В 1965 году население посёлка составляло 206 человек. 
По данным 1966, 1973 и 1990 годов посёлок Васильево входил в состав Мельниковского сельсовета.
В 1997 году в посёлке Васильево Мельниковской волости проживали 98 человек, в 2002 году — 113 человек (русские — 87 %).
В 2007 году в посёлке Васильево Мельниковского СП проживали 74 человека, в 2010 году — 54 человека.

## География
Посёлок расположен в северо-западной части района на автодороге 41К-153 (Сапёрное — Кузнечное).
Расстояние до административного центра поселения — 8 км.
Расстояние до ближайшей железнодорожной станции Мюллюпельто — 26 км.
Посёлок находится на левом берегу реки Вуокса, напротив устья реки Весёлой. К северу от посёлка располагается озеро Лопата.

## Демография
| 2007 | 2010 | 2017 |
| ---- | ---- | ---- |
| 74   | ↘54  | ↗66  |

## Достопримечательности
- Памятный знак на месте Тиверского городка в 4 км от посёлка, где находятся остатки древней Новгородской крепости, возникшей, в свою очередь, на месте Карельского городища и павшего в 1411—1412 годах.
- Храм Андрея Первозванного на Вуоксе (освящён в 2000 году).
- Плотина на реке Весёлой.

## Фото
| - Церковь Андрея Первозванного | - Васильево, памятный знак |

## Улицы
Дачная, Дружная, Ленинградская, Лесная, Озёрная, Полевая, Прибрежная